# Otologija
Otologíja je medicinska veda o zgradbi, funkciji in boleznih ušes. Zdravnik specialist za bolezni ušes se imenuje otológ/inja.
Gre za ožje področje otorinolaringologije; otologija je zajeta v specialistični študij otorinolaringologije. Splošni del specializacije otorinolaringologije traja 48 mesecev; od tega je 9 mesecev namenjenih poglobljenemu študiju otologije. Po opravljenem splošnem delu sledi usmerjeni del v trajanju 24 mesecev, ki pomeni usmeritev v subspecializacijo, med katerimi je na voljo otologija.